# Nuvola (Holden)
Nuvola è un singolo del cantautore italiano Holden, pubblicato il 12 dicembre 2023 come secondo estratto dal secondo EP Joseph.

## Descrizione
Il brano, scritto dallo stesso cantautore con Angelina Mango, è prodotto dallo stesso Holden con Stefano Tognini, in arte Zef.

## Promozione
Il brano è stato presentato in anteprima nel corso della ventitreesima edizione del talent show Amici di Maria De Filippi.

## Video musicale
Il lyrics del brano è stato pubblicato il 19 dicembre 2023 attraverso il canale YouTube del cantautore.

## Tracce
Testi e musiche di Joseph Carta e Angelina Mango.
1. Nuvola – 2:49

## Classifiche
| Classifica (2024) | Posizione massima |
| ----------------- | ----------------- |
| Italia            | 30                |